# Lancer du marteau masculin aux Jeux olympiques d'été de 2020
Pour des articles plus généraux, voir Athlétisme aux Jeux olympiques d'été de 2020 et Lancer du marteau aux Jeux olympiques.
Navigation
Rio 2016 Paris 2024
L'épreuve du lancer du marteau masculin aux Jeux olympiques de 2020 se déroule les 2 et 4 août 2021 au Stade olympique national de Tokyo, au Japon.

## Records
Avant cette compétition, les records dans cette discipline étaient les suivants : 
| Record du monde  | Youri Sedykh (URS)    | 86,74 m | Stuttgart | 30 août 1986      |
| Record olympique | Sergey Litvinov (URS) | 84,80 m | Séoul     | 26 septembre 1988 |

## Résultats

### Finale
| Rang               | Athlète           | Pays            | Essais | Essais | Essais | Essais | Essais | Essais | Marque | Notes |
| Rang               | Athlète           | Pays            | 1      | 2      | 3      | 4      | 5      | 6      | Marque | Notes |
| ------------------ | ----------------- | --------------- | ------ | ------ | ------ | ------ | ------ | ------ | ------ | ----- |
| Médaille d'or      | Wojciech Nowicki  | Pologne         | 81,18  | 81,72  | 82,52  | 81,39  | 82,06  | x      | 82,52  | PB    |
| Médaille d'argent  | Eivind Henriksen  | Norvège         | 79,18  | 79,06  | 80,31  | 77,78  | 81,58  | 80,02  | 81,58  | NR    |
| Médaille de bronze | Paweł Fajdek      | Pologne         | 77,58  | 78,58  | 78,83  | 78,04  | 81,53  | 79,66  | 81,53  |       |
| 4                  | Mykhaylo Kokhan   | Ukraine         | 77,91  | 80,39  | x      | 79,79  | 78,81  | 77,52  | 80,39  |       |
| 5                  | Quentin Bigot     | France          | 77,93  | 79,39  | 78,30  | 78,84  | x      | 75,78  | 79,39  |       |
| 6                  | Nick Miller       | Grande-Bretagne | 77,88  | x      | 77,46  | 77,64  | x      | 78,15  | 78,15  | SB    |
| 7                  | Rudy Winkler      | États-Unis      | 77,08  | x      | 75,95  | x      | 75,34  | x      | 77,08  |       |
| 8                  | Valeriy Pronkin   | ROC             | 76,72  | x      | x      | x      | 75,97  | 74,73  | 76,72  |       |
| 9                  | Eşref Apak        | Turquie         | 76,22  | 76,71  | 74,28  |        |        |        | 76,71  |       |
| 10                 | Javier Cienfuegos | Espagne         | 74,62  | x      | 76,30  |        |        |        | 76,30  |       |
| 11                 | Daniel Haugh      | États-Unis      | x      | 76,22  | x      |        |        |        | 76,22  |       |
| 12                 | Serghei Marghiev  | Moldavie        | 73,28  | 75,24  | 74,95  |        |        |        | 75,24  |       |

### Qualifications
Qualification : 77,50 m (Q) ou les 12 meilleures performances (q) se qualifient pour la finale,
| Rang | Groupe | Athlète                | Pays            | 1     | 2     | 3     | Marque | Notes |
| ---- | ------ | ---------------------- | --------------- | ----- | ----- | ----- | ------ | ----- |
| 1    | B      | Wojciech Nowicki       | Pologne         | 79,78 | —     | —     | 79,78  | Q     |
| 2    | B      | Rudy Winkler           | États-Unis      | 76,39 | 78,81 | —     | 78,81  | Q     |
| 3    | B      | Eivind Henriksen       | Norvège         | 78,79 | —     | —     | 78,79  | Q, NR |
| 4    | A      | Quentin Bigot          | France          | 76,10 | 78,73 | —     | 78,73  | Q     |
| 5    | A      | Mykhaylo Kokhan        | Ukraine         | 76,82 | 78,36 | —     | 78,36  | Q     |
| 6    | A      | Nick Miller            | Grande-Bretagne | x     | 76,93 | x     | 76,93  | q     |
| 7    | B      | Javier Cienfuegos      | Espagne         | 72,76 | 75,56 | 76,91 | 76,91  | q     |
| 8    | A      | Eşref Apak             | Turquie         | 75,87 | 76,76 | 75,15 | 76,76  | q     |
| 9    | A      | Paweł Fajdek           | Pologne         | 74,28 | x     | 76,46 | 76,46  | q     |
| 10   | A      | Serghei Marghiev       | Moldavie        | 74,31 | 72,25 | 75,94 | 75,94  | q     |
| 11   | A      | Valeriy Pronkin        | ROC             | 75,09 | 75,80 | 75,80 | 75,80  | q     |
| 12   | B      | Daniel Haugh           | États-Unis      | x     | x     | 75,73 | 75,73  | q     |
| 13   | A      | Gabriel Kehr           | Chili           | 74,46 | 72,61 | 75,60 | 75,60  |       |
| 14   | A      | Bence Halász           | Hongrie         | 75,39 | x     | 75,03 | 75,39  |       |
| 15   | A      | Diego del Real         | Mexique         | x     | 73,32 | 75,17 | 75,17  |       |
| 16   | A      | Alex Young             | États-Unis      | 75,09 | 75,02 | x     | 75,09  |       |
| 17   | B      | Humberto Mansilla      | Chili           | 73,17 | 74,76 | 72,77 | 74,76  |       |
| 18   | A      | Ivan Tikhon            | Biélorussie     | 72,48 | 74,57 | x     | 74,57  |       |
| 19   | B      | Yury Vasilchanka       | Biélorussie     | x     | 73,27 | 74,00 | 74,00  |       |
| 20   | B      | Hlib Piskunov          | Ukraine         | 72,42 | 73,37 | 73,84 | 73,84  |       |
| 21   | B      | Tristan Schwandke      | Allemagne       | 72,92 | 72,74 | 73,77 | 73,77  |       |
| 22   | B      | Michail Anastasakis    | Grèce           | 73,52 | 73,22 | x     | 73,52  |       |
| 23   | B      | Mostafa El Gamel       | Égypte          | 72,13 | 72,76 | 71,85 | 72,76  |       |
| 24   | B      | Marcel Lomnický        | Slovaquie       | 71,17 | x     | 72,52 | 72,52  |       |
| 25   | A      | Chrístos Frantzeskákis | Grèce           | 72,19 | x     | 70,64 | 72,19  |       |
| 26   | B      | Ashraf Amgad El-Seify  | Qatar           | 71,84 | x     | x     | 71,84  |       |
| 27   | A      | Hleb Dudarau           | Biélorussie     | x     | 71,04 | 71,60 | 71,60  |       |
| 28   | B      | Taylor Campbell        | Grande-Bretagne | x     | 71,34 | x     | 71,34  |       |
| 29   | A      | Sukhrob Khodjaev       | Ouzbékistan     | 70,87 | x     | 71,26 | 71,26  |       |
| 30   | B      | Mergen Mamedov         | Turkménistan    | 62,93 | 67,41 | 67,53 | 67,53  |       |
| 31   | B      | Özkan Baltacı          | Turquie         | 63,63 | r     | —     | 63,63  |       |

## Légende
Records et Performances
- AR : Record continental (area record)
- CR : Record des championnats (championship record)
- MR : Record du meeting (meet record)
- NR : Record national (national record)
- OR : Record olympique (olympic record)
- PR : Record paralympique (paralympic record)
- PB : Record personnel (personal best)
- SB : Meilleure performance personnelle de la saison (season's best)
- WL : Meilleure performance mondiale de l'année (world leader)
- WJR : Record du monde junior (world junior record)
- WR : Record du monde (world record)

Circonstances et Conditions
- DNF : N'a pas terminé (did not finish)
- DNS : N'a pas pris le départ (did not start)
- DQ : Disqualification (disqualification)
- NM : Aucun essai valable enregistré (No Mark)
- Q : Qualifié « directement » au prochain tour (ou à la prochaine compétition), lors d'une compétition majeure, grâce au classement ou à la réalisation des minima (automatic qualifier)
- q : Qualifié au prochain tour (ou à la prochaine compétition), lors d'une compétition majeure, grâce au repêchage ou à la réalisation de l'une des meilleures performances parmi celles des « non qualifiés directement » (grâce au meilleur temps ou à la meilleure distance par exemple) (secondary qualifier)